# حلبة ميزانو الدولية

المسار

حلبة ميزانو الدولية (بالإنجليزية: Misano World Circuit Marco Simoncelli)‏ هي حلبة سباق تقع بالقرب من بلدة ميزانو أدرياتيكو في مقاطعة ريميني بإيطاليا. تم تصميمها في سنة 1969 بطول يبلغ 3,488 كيلومتر (2,17 ميل)، تم وضع حجر الأساس لها في 1970 وانتهى بناؤها في 1972. استضاف أول حدث في سنة 1972. وفي سنة 1993 تم زيادة طول المسار إلى 4,064 كيلومتر (2,53 ميل). تستضيف سباق الجائزة الكبرى للدراجات النارية وبطولة العالم للسوبربايك وغيرها.

## وصلات خارجية
- الموقع الرسمي